# Stockholm Early Music Festival
Stockholm Early Music Festival (SEMF) är Nordens största internationella festival för tidig musik som sedan år 2002 äger rum i början av juni varje år i Gamla stan, i Stockholm. SEMF pågår under en vecka och inriktar sig på repertoar från antiken via renässansen till och med barocken. Musikerna och sångarna kommer från hela världen. Festivalen erbjuder även ett antal seminarier. SEMF står under Drottning Silvias beskydd. Grundare av och konstnärlig chef för festivalen är tonsättaren och musikforskaren Peter Pontvik.  Vanligtvis arrangeras SEMF första veckan i juni men 2020 flyttades den fram till andra veckan i september på grund av restriktioner relaterade till Coronaviruspandemin 2019/20.  
SEMF arrangerar även vinterfestivalen SEMF Christmas Edition, European Early Music Day (21 mars) och diverse konsertverksamhet under namnet Early Music LIVE!. 

## Artister
SEMF har under åren gästats av många svenska och utländska musiker, däribland: 
Jordi Savall (Spanien), Andreas Scholl (Tyskland), Philippe Jaroussky (Frankrike), Ensemble Artaserse (Frankrike), Göteborg Baroque, Les Arts Florissants (Frankrike), Anonymous 4 (USA), Freiburger Barockorchester (Tyskland), Collegium Musicum Wien (Österrike), The Tallis Scholars (Storbritannien), Il Giardino Armonico (Italien), Huelgas Ensemble (Belgien), Ensemble Villancico (Sverige), Ton Kooopman & Tini Mathot (Holland), Philippe Jaroussky (Frankrike), L'Arpeggiata med Doron Sherwin (Europa), Operabyrån (Sverige), Marco Beasley (Italien), Svenska Vokalharmonin, Lisa Rydberg & Gunnar Idenstam, Radiokören, Ida Falk-Winland, Les Paladins (Frankrike), Nigel North (England), Trio Mediaeval (Norge), Concentus Musicus Wien (Österrike), Sarband (Tyskland), Elyma (Schweiz), Drottningholms Barockensemble, Maria-Christina Kiehr (Schweiz), L'Eventail (Frankrike) Kudsi Erguner (Turkiet), Dialogos (Kroatien), L’Aura Rilucente (Ungern), Fader Seraphim (Georgien), Gogochuri Sisters (Georgien), Skip Sempé (USA), Benedek Csalog (Ungern), Orfeus barockensemble, Ensemble Mare Nostrum med dirigent Andrea de Carlo (Italien), Ricercar Consort (Belgien), m.fl.               

## Seminarier och masterclasser
I samband med SEMF så har även seminarier och masterclasser har arrangerats med: 
Panagiotis Stefos, Peter Philips, Siobhan Armstrong, Lucia Pianca, Cecilia Hage, Graham O´Reilly, Åke Egevad och Tommy Johansson, Jeremy West och Adam Woolf, Erik Kjellberg, Linda Bsiri-Godard, Pedro Estevan, Jordi Savall, Kaj Sylegård, Gunno Klingfors, Andrew Lawrence-King, Lars-Ulrik Mortensen, David Eben, Pierre Nordahl, Kudsi Erguner, Ensemble Micrologus, Michael Popp, Ton Koopman, Camilla Lundberg, Rolf Lislevand, Kerstin Frödin och Joel Sundin, Fabrice Fitch, Ruth Tatlow, och Mattias Lundberg.

## Konsertlokaler

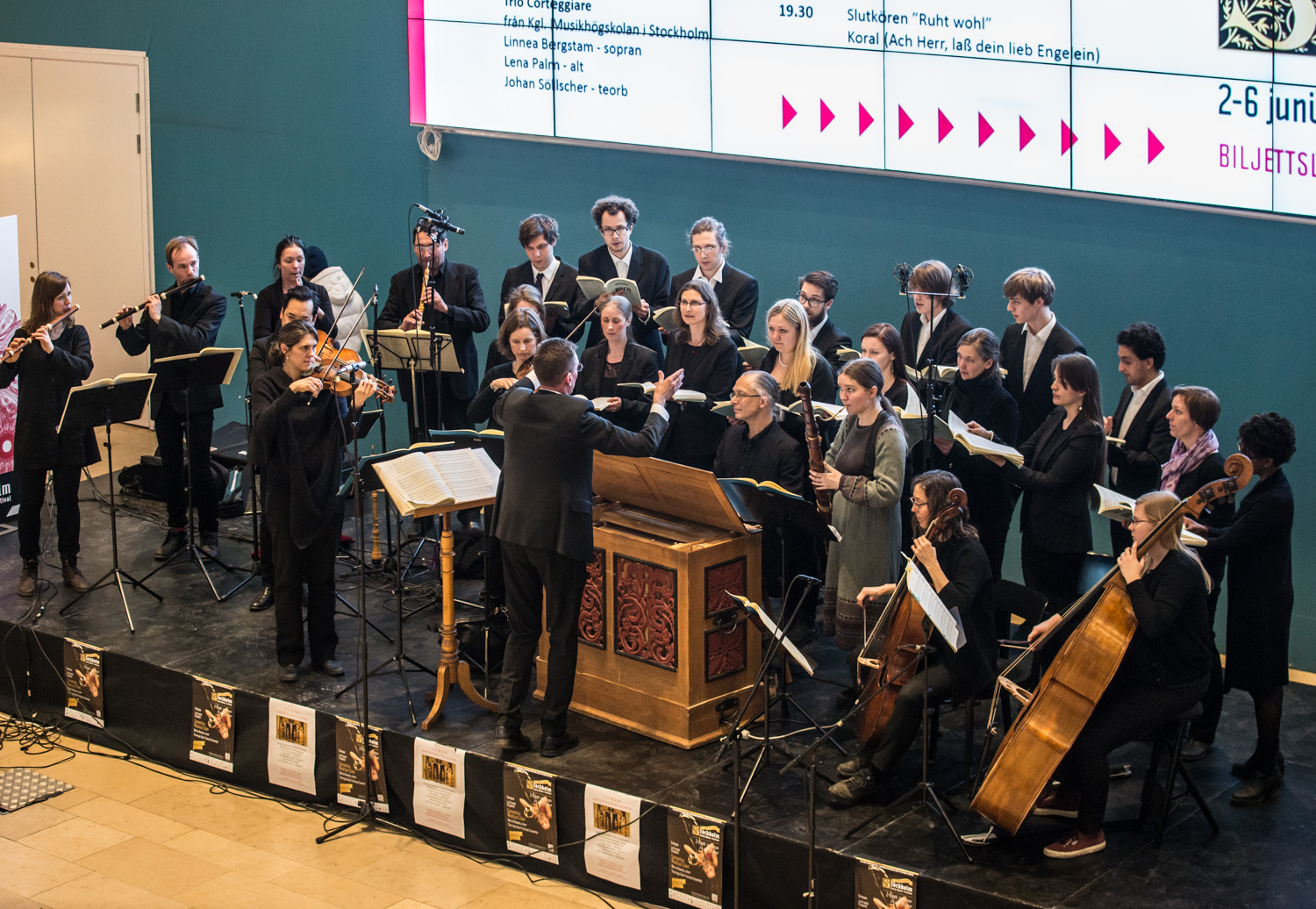
SEMF gratiskonsert, Centralstationen, Stockholm, 2016

SEMF:s konserter och andra arrangemang anordnas främst i Gamla stan (i Stockholm) i bland annat; Tyska kyrkan, Finska kyrkan, Storkyrkosalen (tillhör Storkyrkan), Livrustkammaren, Medeltidsmuseet, Kungliga myntkabinettet, Bullkyrkan (Stadsmissionen), Mäster Olofsgården och Rikssalen på Stockholms slott. 

## Tidig Scen
Under namnet Tidig Scen har SEMF arrangerat följande föreställningar: 
- 2004 - The Beggar´s Opera med dirigent Olof Boman
- 2005 - Christinas resa med Susanne Rydén
- 2006 - La Purpurá de la Rosa med dirigent Andrew Lawrence-King
- 2007 - Pygmalion / Anacréon / Les Paladins med Stockholm Baroque Dancers
- 2008 - Ballet Baroque med L´Eventail
- 2009 - Donaires med Compagnie Ana Ypes

## Tidig Musik för Barn och Young EMpower
Under namnet Tidig Musik för Barn och YoungEMpower har SEMF arrangerat följande arrangemang: 
- 2005 - Prinsessornas musikhistoria med Eva Persbrand Magnusson och Nora Rolf
- 2006 - Klanger från vikingatiden med Galdralag
- 2007 - Koll på renässansen med Sirena
- 2008 - Knyckt är knyckt, sa kungen! med Barockensemblen Tre Kronor
- 2009 - Stjärnornas musik med Romeo & Juliakören
- 2010 - Armida=grymt snygg med Utomjordiska
- 2011 - Den galne kapellmästaren med Curt Appelgren och Collegium Musicum
- 2019 - Musik och dans workshop: Är tidig musik en frukostlåt?
- 2020 - La Folia ("dårskapen") med regi av Emelie Wahlman

## EAR-ly
Den första tävlingen EAR-ly arrangeras 2008 och riktar sig till unga tidig musik-ensembler. Final sändes live i Sveriges Radio, i programmet P2 Live klassiskt.

## Böcker och fonogram
2011 publicerades boken It´s never too late for early music - 10 år med SEMF samt den medföljande CD-skiva som innehöll 18 ljudspår med levande musik från festivalen.

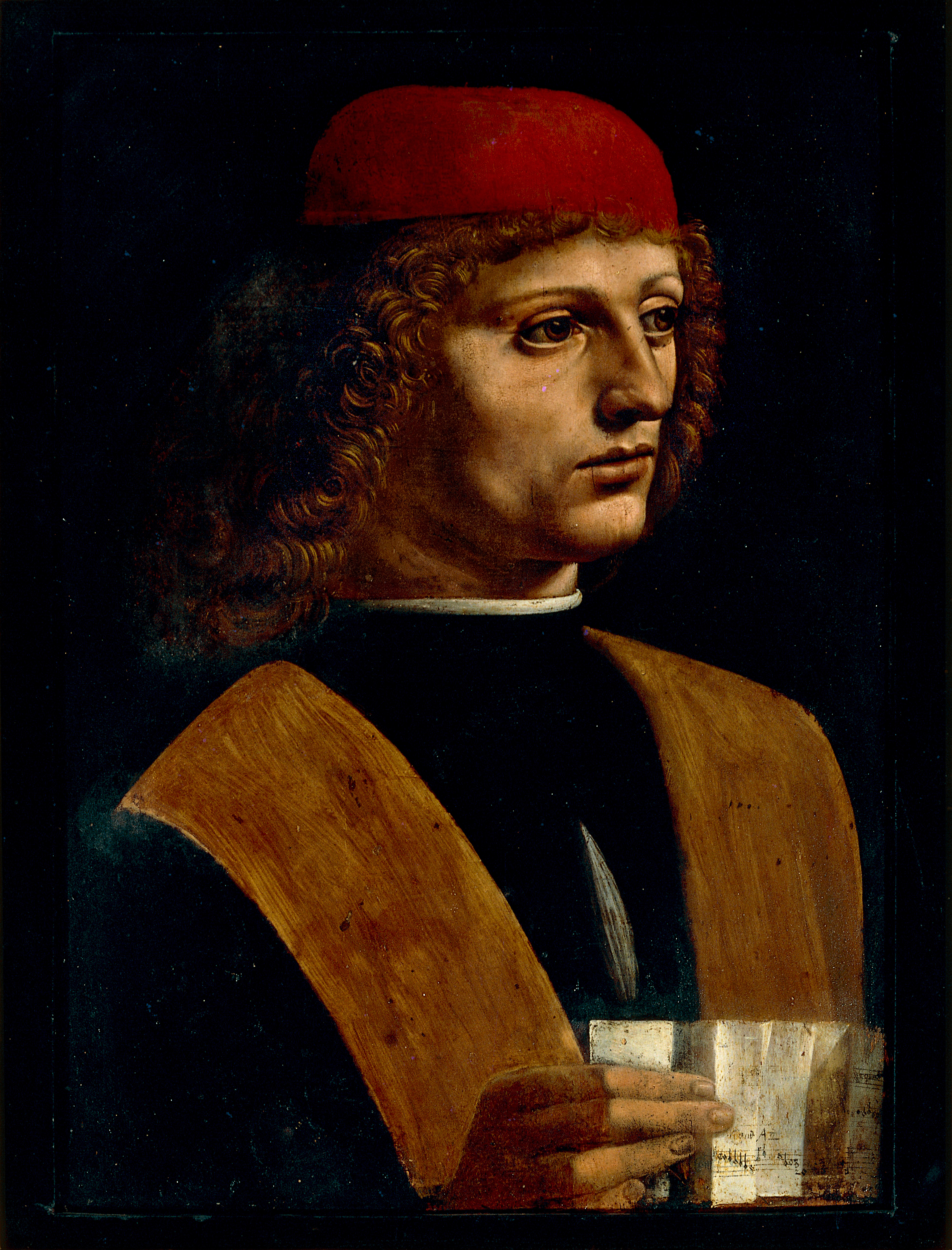
Porträtt av en musiker. Leonardo da Vinci, ca 1485–1490.

2015 producerade SEMF, tillsammans med PianoClassic Association, CD-skivan The da Vinci sound - Viola Organista (SEMF001/PC001) framförd av Sławomir Zubrzycki (Polen).  Zubrzycki har byggt instrumentet Viola Organista, som är en slags kombanation av ett klaver- och stränginstrument, utifrån Leonardo da Vincis ritningar från 1489-1492. På inspelningen som gjordes i Lutherska kyrkan i Mikołów innehåller även musik inspirerad av da Vincis ofullständiga målning Porträtt av en musiker, ca 1485. Musiken har bl.a. spelats i SR P2 Klassisk förmiddag: Musik från Leonardo da Vincis dagar 2019 då det var 500 år sedan da Vinci dog.

## Kulturpolitiskt arbete och internationell profilering
SEMF driver på kulturpolitisk nivå och i spetsen för ett flertal tidig musik-aktörer i Sverige, frågan om ett nationellt centrum och scen för tidig musik och dans. I fokus för ändamålet ligger Stockholms äldsta konserthus, Musikaliska vid Nybrokajen 11. 2011 inleddes ett samarbete med Musikaliska och SEMF:s året-runt-verksamhet fortsatte att utvecklas bl.a. startades SEMF Christmas Edition under vintern 2010/11 och Early Music LIVE! under våren 2011.   
SEMF lade 2006 grunden för Nordic Early Music Federation (NORDEM), ett nordiska-baltiska tidig musik-nätverket. 2009 hölls den europeiska motsvarighet European Network for Early Music (Fra: Réseau Européen de Musique Ancienne) (REMA) sin konferens i Stockholm och under åren 2011-2015 var Pontvik dess ordförande. SEMF är även initiativtagare till European Day of Early Music och är medlem i Sweden Festivals.  
Under SEMF utdelas priset Mungigan av Föreningen för Tidig Musik (FFTM). Priset har delas ut sedan 2001 är en hedersutmärkelse till personer eller organisationer som verkar i FFTM:s anda "för att föra ut och göra den tidiga musiken känd". 2010 tilldelades Pontvik priset. Även FFTM:s stipendium delas ut till en ung talang under SEMF.

## Media

### Sverige Radio (SR)
Genom åren har Sveriges Radio spelat in och sänt program med smakprov eller hela konserter inspelade live under SEMF; 
- 2002 - Spel i tvåan: musik från SEMF; Musik i sommarsverige; Musik vid en festgudstjänst i Sankta Gertruds kapell i Hamburg år 1607 framförd av Göteborg Baroque Arts Ensemble med dirigent Ulrike Heider.
- 2003 - Spel i tvåan: Musik vid drottning Elisabet I:s hov framförd av Tallis scholars med dirigent Peter Phillips; Fest vid tsarens hov framförd av ensemblen Musica Petropolitana; En upptäcktsresa i den grekiska antikens musikaliska hemligheter med ensemblen Lyr-Avlos; Ladies with spirit framförd av Scala Jacobi.
- 2004 - Invigningskonsert med Pieter Dirksen (orgel) och Svenska Vokalharmonin (SR P2:s Artist-in-residence), med dirigent Fredrik Malmberg: Spel i tvåan: Andreas Scholl (countertenor) och Crawford Young (luta); Musik från medeltidens och renässansens Irland framförd av The Irish Consort och Siobhan Armstrong (harpa); Barockmusik med zigenarswing framförd av ensemblen Tirami Su.
- 2005 - Konsert med Eric Ericsons kammarkör; Konsert med Il giardino armonico; Ur Carmina Burana framförd av Unicorn Ensamble med dirigent Michael Porsch; Konsert med Dan Laurin (blockflöjt) och Jacob Lindberg (luta).
- 2006 - Konsert med His Majestys Sagbutts and Cornetts; Konsert med Niklas Eklund (barocktrumpet) och Stockholm Antiqua; Folklig barock från 1700-talets Peru framförd av ensemblen Musica Temprana; Prolog och fyra scener ur operan "Rosens blod" komponerades av den peruanske tonsättaren Tomás de Torrejón y Velasco framförd av diverse musiker; Musik ur Piæ Cantiones-samlingen framförd av Retrover-ensemblen med dirigent Veli-Markus; Konsert med Musica Ficta och dirigent Bo Holten.
- 2007 - P2 Live Klassiskt: Düben delights - dyrgripar ur Dübensamlingen framfört av Göteborg Baroque; Dietrich Buxtehude - Yttersta domen, oratorium framfört av Weser Renaissance med dirigent Manfred Cordes; Melódia - isländskt kalejdoskop från 1600-talet framfört av Kammarkören Carmina med dirigent Árni Heimir Ingólfsson; À la française - musik av släkten Couperin framförd av Ensemble Pierre Robert med dirigent Frédéric Desenclos; Utsökt Swensk instrumental-Musique framförd av diverse musiker; Lucente Stelle och en blind mans music framfört av Ensemblen La Folata; Snillen komponerar - Graupner vs Bach framfört av Ensemblen Les Idées Heureuses med dirigent Geneviève Soly; Oriente - occidente, det förlorade paradiset framfört av Hespèrion XXI med dirigent Jordi Savall.
- 2008 - P2 Live klassiskt: SEMF 2008 EAR-ly (final i tävlingen för unga tidig musik-ensembler); Invigningskonsert med Drottningholms barockensemble och Gustaf Sjökvists kammarkör; Musikskatter från Västindien framförda av Ars Longa (Kuba); Dansmusik från 1600-talet framförd av Andrew Lawrence-King och The Harp Consort; I stormens öga? framfört av Concerto Copenhagen med dirigent Lars Ulrik Mortensen; Madrigal highlights - profan vokalmusik från 1500-talets Europa framförd av Amarcord.
- 2009 - P2 Live klassiskt: Konsert med Helsingfors barockorkester med dirigent Aapo Häkkinen; Barockens pirater -  Stulna mästerverk och bortglömda juveler framförda av Red Priest; Konsert med Lena Willemark och ensemble Early Folk; Adam de la Halle: Spelet om Robin och Marion framfört av Micrologus.
- 2011 - P2 Live klassiskt: Konsert med Radiokören och Ensemble Altapunta med dirigent: Andrew Parrott; Ensemble Fandango! (Codex Santiago de Murcia) framförd av Arianna Savall, Rolf Lislevand & Ensemble Kapsberger; Eddan - Rhenguldets förbannelse framfört av Sequentia; Konsert med Akademin för tidig musik, Berlin; Musikaliska skämt, upptåg och kvickheter från då och nu framfört av Barokksolistene och I Fagiolini.
- 2012 - P2 Live klassiskt: Invigningskonsert Fiesta criolla - en färgstark rekonstruktion av 1718 års firande av Jungfrun i Guadalupe framfört av Ensemble Elyma; Francesco Cavallis Jason & Medea (Il Giasone) i samarbete med Drottningholms slottsteater; O Primavera! - Heinrich Schütz italienska madrigaler framföra av Cantus Cölln; På slottstrappan - En musikalisk detektivhistoria! framfört av Le Poème Harmonique; Dolce e panna framfört av  Concerto Italiano.
- 2013 - P2 Live: Konsert med Les Arts Florissants; Ravi Shankar - In memoriam framförd av Ustad Shadid Parvez Khan (sitar) & Ensemble; Anthology - Höjdpunkter från 25 år med Anonymous 4; Hög barock framförd av Freiburgs barockorkester; Ecuador baroque framför av Ensemble Villancico.
- 2014 - P2 Live: Mediterraneo framfört av L'Arpeggiata med dirigent Christina Pluhar; Konsert med Collegium Marianum; Den spanska guldåldern framfört av Ensemble Gilles Binchois med dirigent Dominique Vellard; O Venetia splendidior framfört av Concerto Palatino.
- 2015 - P2 Live: Cantiques pour un Prince framförd av ensemblerna La Fenice och Vox Luminis; Konsert med Hans-Ola Ericsson som spelar på Tyska kyrkans Dübenorgel; Konsert med Il Gardellino tillsammans oboisten Marcel Ponseele (oboe) och Jan De Winne (flöjt); Konsert med Saraband ledd av  Vladimir Ivanoff och vokalensemblen Ave ledd av Anders Eby; From Sweden with Bach framförd av bl.a. sopranen Maria Keohane.
- 2016 - P2 Live: Hyllningskonsert till Nicolaus Harnoncourt framförd av Concentus Musicus; Juan Hidalgo de Polancos musik framförd av La Grande Chapelle med dirigent lbert Recasens; Luther goes Bach framfört av Thuringia Bach Festival Ensemble; Le Strade del Cuore (Hjärtats stigar) framförd av Marco Beasley; Kyrklig musik från trakterna kring Adriatiska havet framförd av ensemblerna Dialogos och Kantaduri.
- 2017 - P2 Live: Salve Mater! framfört av Barokkanerne med dirigent Cecilia Bernardini, Beate Kielland och Carlos Mena; The Nobility and Excellence of Women: Women composers in Italy around 1600 framfört av Cappella Artemisia med dirigent Candace Smith; Gullharpan - Nordens medeltida ballader framförda av Ale Möller, Lena Willemark & Co.
- 2018 - P2 Live: Invigningskonserten Jan Dismas Zelenka - Psalmi vespertini framförd av Inégalensemblen och Prags barocksolister; Exquisite Madrigals of Elizabethan England framförd av Ensemble Plus Ultra; Fujara & Co - Karpaternas tidiga toner framfört av Michal Smetanka, Anna-Katarina Schatzl (sång) & Robert Egreši; Tidig musik från Afghanistan framförd Mahli; Alfons den vise: Mariasånger (Cantigas de Santa Maria) framförda av Laberintos Ingeniosos med Xavier Díaz-Latorre.
- 2019 - P2 Live: HÄNDELserikt framfört av Anders J. Dahlin, Berit Norbakken Solset & Barockholm Ensemble; A Medici Wedding 1589 framförd av Camerata La Pellegrina med dirigent Mariangiola Martello; Konsert med cembalisten Skip Sempé; Carmina Latina framfört av Cappella Mediterranea & Chœur de Chambre de Namur med dirigent Leonardo García Alarcón.

På grund av Covid-19 så gjordes inga radioinspelningar under SEMF 2020, istället sändes inspelade konserter 2019. På grund av detta så började SEMF också med Live-streaming över internet av vissa konserter, som även kunde laddas ner efteråt.
- 2020 - Klassiska konserten i P2: OPERAtion Bach - Världsliga kantater framförda av Rheinische Kantorei & Das Kleine Konzert med dirigent Hermann Max; La Bella più Bella framfört av bl.a. countertenoren Vincenzo Capezzuto med dirigent Claudio Borgianni.

### Sveriges Television (SVT)
SEMF har även haft några samarbeten med Sveriges Television; 
- 2008 - I programmet Veckans konsert visades smakprov från festivalen.
- 2016 - Luther goes Bach live-inspelning av konserten med Thuringia Bach Festival Ensemble (Tyskland). Thuringia Bach Festival Ensemble hade satts samman just för den här konserten och utgjordes av vokalgruppen Amacord, en gossoprankvintetten bestående av pojkar ur körer i Thüringen, brasskvartetten Erlopeas och Silvius von Kessel, som var katedralorganist i Erfurt och konstnärlig ledare för Thüringen Bach Festival.

### British Broadcasting Corporation (BBC)
Genom åren har även BBC sänt radioprogram med musik från SEMF.